# Destilación continua

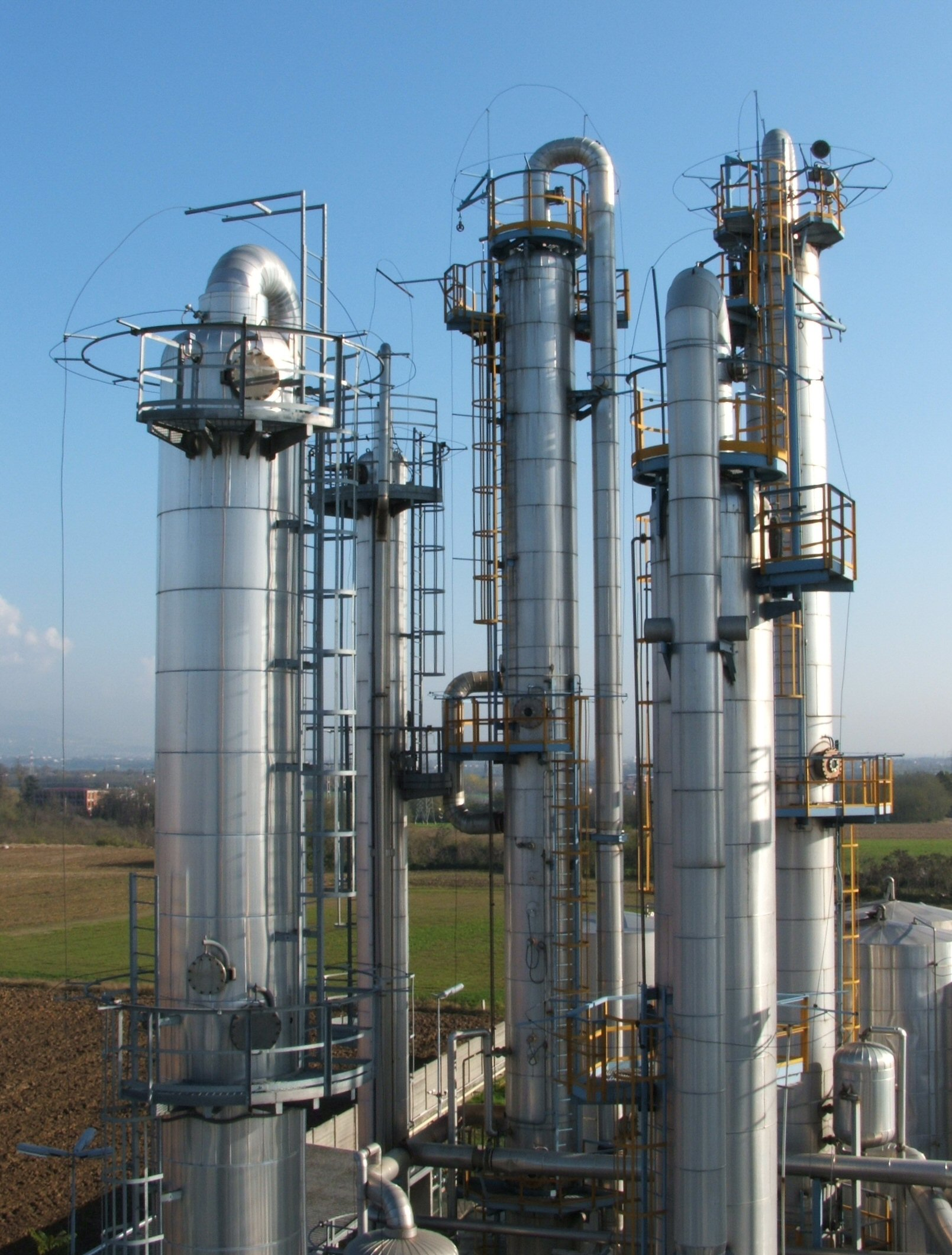
Imagen 1: Torres de destilación industrial típicas.

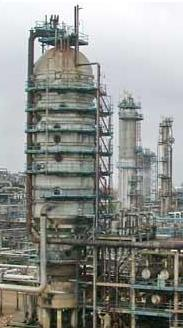
Imagen 2: Una columna de destilación al vacío de petróleo crudo utilizada en las refinerías de petróleo

La destilación continua es una separación en curso en la cual una mezcla se alimenta continuamente (sin interrupción) al proceso y las fracciones separadas se eliminan continuamente como flujos de salida.  La destilación es la separación o separación parcial de una mezcla de alimentación líquida en componentes o fracciones por ebullición selectiva (o evaporación ) y condensación. El proceso produce al menos dos fracciones de salida. Estas fracciones incluyen al menos una fracción de destilado volátil, que ha hervido y se ha capturado por separado como un vapor condensado en un líquido, y prácticamente siempre una fracción de fondos (o residuos), que es el residuo menos volátil que no se ha capturado por separado como vapor condensado. 
Una alternativa a la destilación continua es la destilación por lotes, donde la mezcla se agrega a la unidad al comienzo de la destilación, las fracciones de destilado se extraen secuencialmente en el tiempo (una después de otra) durante la destilación, y la fracción de los fondos restantes se elimina a fin. Debido a que cada una de las fracciones de destilado se extrae en diferentes momentos, solo se necesita un punto de salida (ubicación) del destilado para una destilación por lotes y el destilado solo se puede cambiar a un receptor diferente, un contenedor de recogida de fracciones. La destilación por lotes se utiliza a menudo cuando se destilan cantidades más pequeñas. En una destilación continua, cada uno de los flujos de fracción se toma simultáneamente a lo largo de la operación; por lo tanto, se necesita un punto de salida separado para cada fracción. En la práctica, cuando hay múltiples fracciones de destilado, los puntos de salida del destilado se ubican a diferentes alturas en una columna de fraccionamiento. La fracción de fondo se puede tomar desde la parte inferior de la columna o unidad de destilación, pero a menudo se toma desde un hervidor conectado a la parte inferior de la columna. 
Cada fracción puede contener uno o más componentes (tipos de compuestos químicos). Cuando se destila petróleo crudo o una materia prima similar, cada fracción contiene muchos componentes de volatilidad similar y otras propiedades. Aunque es posible realizar una destilación continua a pequeña escala o en un laboratorio, la mayoría de las veces la destilación continua se utiliza en un proceso industrial a gran escala. 

## Aplicación industrial
La destilación es una de las operaciones unitarias de la ingeniería química. La destilación continua se usa ampliamente en las industrias de procesos químicos donde se deben destilar grandes cantidades de líquidos. Dichas industrias son el procesamiento de gas natural, la producción petroquímica, el procesamiento de alquitrán de hulla, la producción de licor, la separación de aire licuado, la producción de disolventes de hidrocarburos, la separación de cannabinoides e industrias similares, pero encuentra su aplicación más amplia en las refinerías de petróleo. En tales refinerías, la materia prima del petróleo crudo es una mezcla multicomponente muy compleja que debe separarse y no se esperan rendimientos de compuestos químicos puros, solo grupos de compuestos dentro de un rango relativamente pequeño de puntos de ebullición, que se llaman fracciones. Estas fracciones son el origen del término destilación fraccionada o fraccionamiento. A menudo no vale la pena separar los componentes de estas fracciones en función de los requisitos del producto y la economía. 
La destilación industrial se realiza típicamente en grandes columnas cilíndricas verticales (como se muestra en las imágenes 1 y 2) conocidas como "torres de destilación" o "columnas de destilación" con diámetros que oscilan entre aproximadamente 65 centímetros y 11 metros y alturas que van desde aproximadamente 6 metros hasta 60 metros o más.

## Principio

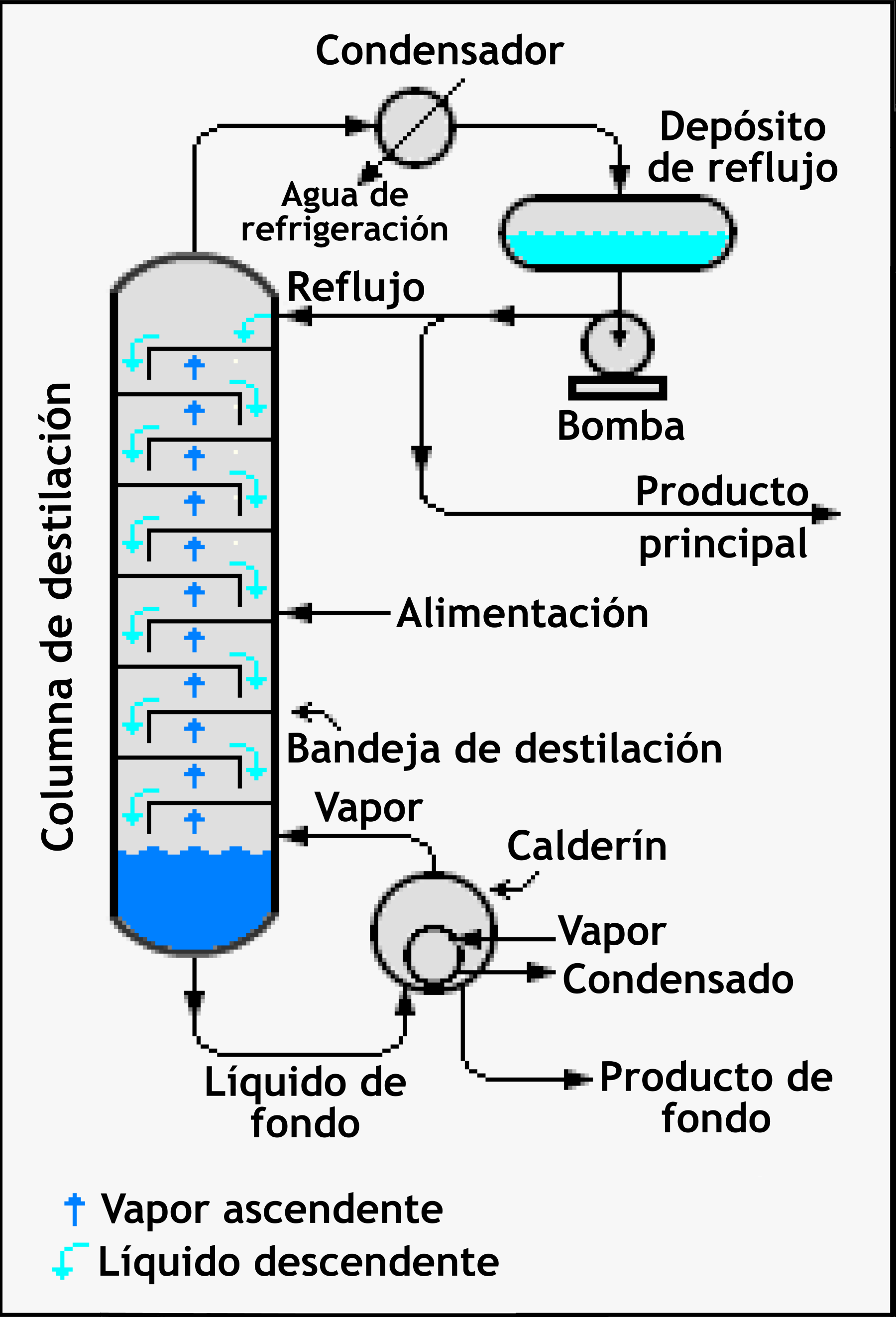
Imagen 3: Esquema de ingeniería química de la torre de destilación fraccional binaria continua. Una destilación binaria separa una corriente de mezcla de alimentación en dos fracciones: una fracción de destilado y una de fondo.

El principio para la destilación continua es el mismo que para la destilación normal: cuando se calienta una mezcla líquida para que hierva, la composición del vapor sobre el líquido difiere de la composición líquida. Si este vapor se separa y se condensa en un líquido, se vuelve más rico en el (los) componente(s) de punto de ebullición más bajo de la mezcla original. 
Esto es lo que sucede en una columna de destilación continua.  Una mezcla se calienta y se enruta en la columna de destilación. Al ingresar a la columna, la alimentación comienza a fluir hacia abajo, pero parte de ella, los componentes con un punto o puntos de ebullición más bajos, se vaporizan y aumentan. Sin embargo, a medida que aumenta, se enfría y mientras parte de ella continúa como vapor, parte de ella (enriquecida en el componente menos volátil) comienza a descender nuevamente. 
La imagen 3 muestra una torre de destilación fraccionada continua simple para separar una corriente de alimentación en dos fracciones, un producto de destilado de cabeza y un producto de fondo.  Los productos "más ligeros" (aquellos con el punto de ebullición más bajo o la mayor volatilidad) salen de la parte superior de las columnas y los productos "más pesados" (los fondos, los que tienen el punto de ebullición más alto) salen de la parte inferior de la columna.  La corriente de cabeza puede ser enfriada y condensada utilizando un refrigerado por agua o refrigerado por aire del condensador. El hervidor de fondos puede ser un intercambiador de calor calentado por vapor o por aceite caliente, o incluso un horno de gas o de aceite. 
En una destilación continua, el sistema se mantiene en un estado estable o en un estado estable aproximado. El estado estacionario significa que las cantidades relacionadas con el proceso no cambian a medida que pasa el tiempo durante la operación. Dichas cantidades constantes incluyen la velocidad de entrada de alimentación, las velocidades de flujo de salida, las velocidades de calentamiento y enfriamiento, la relación de reflujo y las temperaturas, presiones y composiciones en cada punto (ubicación). A menos que el proceso se vea perturbado debido a cambios en la alimentación, calefacción, temperatura ambiente o condensación, el estado estable se mantiene normalmente. Este es también el principal atractivo de la destilación continua, aparte de la cantidad mínima de vigilancia (fácilmente instrumental); si la velocidad de alimentación y la composición de la alimentación se mantienen constantes, la velocidad y la calidad del producto también son constantes. Incluso cuando se produce una variación en las condiciones, los métodos modernos de control de procesos suelen ser capaces de devolver gradualmente el proceso continuo a otro estado estacionario nuevamente. 
Como una unidad de destilación continua se alimenta constantemente con una mezcla de alimentación y no se llena de una sola vez como una destilación por lotes, una unidad de destilación continua no necesita un recipiente de destilación, recipiente o depósito de tamaño considerable para un llenado por lotes.  En su lugar, la mezcla se puede introducir directamente en la columna, donde se produce la separación real.  La altura del punto de alimentación a lo largo de la columna puede variar según la situación y está diseñada para proporcionar resultados óptimos. 
Una destilación continua es a menudo una destilación fraccionada y puede ser una destilación al vacío o una destilación a vapor . 

## Diseño y operación
El diseño y el funcionamiento de una columna de destilación dependen de la alimentación y los productos deseados. Dada una alimentación simple de componentes binarios, se pueden utilizar métodos analíticos como el método de McCabe-Thiele o la ecuación de Fenske para ayudar en el diseño. Para una alimentación de múltiples componentes, los modelos de simulación computarizados se utilizan tanto para el diseño como para el funcionamiento posterior de la columna. El modelado también se utiliza para optimizar columnas ya erigidas para la destilación de mezclas distintas de aquellas para las que se diseñó originalmente el equipo de destilación. 
Cuando una columna de destilación continua está en funcionamiento, debe ser monitoreada de cerca para detectar cambios en la composición de la alimentación, la temperatura de operación y la composición del producto.  Muchas de estas tareas se realizan utilizando equipos avanzados de control informático. 

### Alimentación de la columna
La columna puede ser alimentada de diferentes maneras.  Si la alimentación proviene de una fuente a una presión mayor que la presión de la columna de destilación, simplemente se canaliza a la columna. De lo contrario, la alimentación se bombea o se comprime en la columna. La alimentación puede ser un vapor sobrecalentado, un vapor saturado , una mezcla de vapor y líquido parcialmente vaporizado, un líquido saturado (es decir, líquido en su punto de ebullición a la presión de la columna) o un líquido subenfriado .  Si la alimentación es un líquido a una presión mucho más alta que la presión de la columna y fluye a través de una válvula de bajada de presión justo por delante de la columna, se expandirá inmediatamente y sufrirá una evaporación parcial de vapor que dará como resultado una mezcla de líquido-vapor a medida que ingresa en la columna de destilación. 

### Mejorando la separación

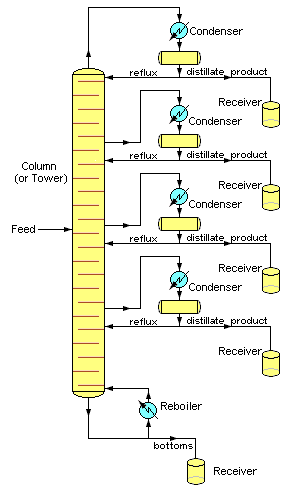
Imagen 4: Esquema simplificado de ingeniería química de la torre de destilación fraccional continua que separa una corriente de mezcla de alimentación en cuatro fracciones de destilado y una de fondo

Aunque las unidades de tamaño pequeño, en su mayoría de vidrio, se pueden usar en laboratorios, las unidades industriales son recipientes de acero grandes y verticales (ver imágenes 1 y 2) conocidas como "torres de destilación" o "columnas de destilación". Para mejorar la separación, la torre normalmente está provista en el interior con placas horizontales o platos como se muestra en la imagen 5, o la columna está empacada con un material de empaque. Para proporcionar el calor requerido para la vaporización involucrada en la destilación y también para compensar la pérdida de calor, el calor se agrega más a menudo a la parte inferior de la columna mediante un hervidor, y la pureza del producto superior se puede mejorar reciclando parte del externo Producto líquido condensado superior como reflujo. Dependiendo de su propósito, las columnas de destilación pueden tener salidas de líquido a intervalos a lo largo de la columna como se muestra en la imagen 4. 

#### Reflujo
Las torres de fraccionamiento industrial a gran escala utilizan el reflujo para lograr una separación más eficiente de los productos.  El reflujo se refiere a la porción del producto líquido condensado de la parte superior de una torre de destilación que se devuelve a la parte superior de la torre como se muestra en las imágenes 3 y 4. Dentro de la torre, el líquido de reflujo descendente proporciona enfriamiento y condensación parcial de los vapores ascendentes, lo que aumenta la eficacia de la torre de destilación. Cuanto más reflujo se proporciona, mejor es la separación de la torre de la ebullición inferior de los componentes de mayor ebullición de la alimentación. Un balance de calentamiento con un hervidor en la parte inferior de una columna y enfriamiento por reflujo condensado en la parte superior de la columna mantiene un gradiente de temperatura (o diferencia de temperatura gradual) a lo largo de la altura de la columna para proporcionar buenas condiciones para el fraccionamiento de la mezcla de alimentación. Los flujos de reflujo en el centro de la torre se llaman pumparounds. 
El cambio de reflujo (en combinación con los cambios en la alimentación y la extracción del producto) también se puede utilizar para mejorar las propiedades de separación de una columna de destilación continua mientras está en funcionamiento (en contraste con la adición de placas o bandejas, o el cambio del empaque, lo cual mínimo, requieren bastante tiempo de inactividad). 

#### Platos o bandejas

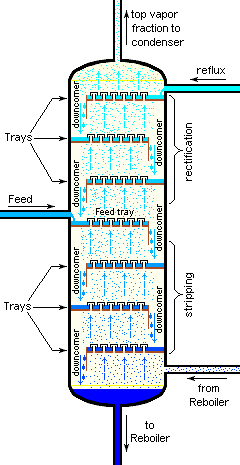
Imagen 5: Diagrama de la sección transversal de una torre de destilación fraccionaria binaria con bandejas de tapa de burbuja. (Ver placa teórica para imagen de bandeja ampliada.)

Las torres de destilación (como en las imágenes 3 y 4) utilizan varios métodos de contacto de vapor y líquido para proporcionar el número requerido de etapas de equilibrio. Tales dispositivos se conocen comúnmente como "placas" o "platos". Cada una de estas placas o platos está a una temperatura y presión diferentes. La etapa en el fondo de la torre tiene la presión y la temperatura más altas.  Avanzando hacia arriba en la torre, la presión y la temperatura disminuyen para cada etapa subsiguiente. El equilibrio vapor-líquido para cada componente de alimentación en la torre reacciona de manera única a las diferentes condiciones de presión y temperatura en cada una de las etapas. Eso significa que cada componente establece una concentración diferente en las fases de vapor y líquido en cada una de las etapas, y esto resulta en la separación de los componentes. Algunos ejemplos de bandejas se muestran en la imagen 5. Una imagen más detallada y ampliada de dos bandejas se puede ver en el artículo de la placa teórica. El hervidor a menudo actúa como una etapa de equilibrio adicional. 
Si cada bandeja o placa física fuera 100% eficiente, entonces el número de bandejas físicas necesarias para una separación dada sería igual al número de etapas de equilibrio o placas teóricas. Sin embargo, ese es muy raramente el caso. Por lo tanto, una columna de destilación necesita más placas que el número requerido de etapas teóricas de equilibrio vapor-líquido. 

#### Relleno
Otra forma de mejorar la separación en una columna de destilación es usar un material de empaque en lugar de bandejas.  Estos ofrecen la ventaja de una menor caída de presión a través de la columna (en comparación con las placas o bandejas ), lo cual es beneficioso cuando se opera bajo vacío. Si una torre de destilación utiliza empaque en lugar de bandejas, primero se determina el número de etapas de equilibrio teóricas necesarias y luego se determina la altura de empaquetamiento equivalente a una etapa de equilibrio teórico, conocida como altura equivalente a una placa teórica (HETP). La altura total de embalaje requerida es el número de etapas teóricas multiplicadas por el HETP. 
Este material de empaque puede ser empaquetado volcado al azar, como anillos Raschig o chapa metálica estructurada. Los líquidos tienden a humedecer la superficie del empaque y los vapores pasan a través de esta superficie húmeda, donde tiene lugar la transferencia de masa. A diferencia de la destilación de bandejas convencional en la que cada bandeja representa un punto separado de equilibrio vapor-líquido, la curva de equilibrio vapor-líquido en una columna empaquetada es continua. Sin embargo, cuando se modelan columnas empaquetadas, es útil calcular una serie de placas teóricas para denotar la eficiencia de separación de la columna empaquetada con respecto a las bandejas más tradicionales. Las empaquetaduras de diferentes formas tienen diferentes áreas de superficie y espacios vacíos entre las empaquetaduras. Ambos factores afectan el rendimiento del embalaje. 
Otro factor además de la forma del empaque y el área de la superficie que afecta el rendimiento del empaque aleatorio o estructurado es la distribución de líquido y vapor que ingresa al lecho empaquetado. El número de etapas teóricas requeridas para hacer una separación dada se calcula utilizando una relación específica de vapor a líquido.  Si el líquido y el vapor no están distribuidos uniformemente a través del área de la torre superficial cuando ingresa al lecho empacado, la relación de líquido a vapor no será correcta en el lecho empacado y no se logrará la separación requerida.  El embalaje parecerá no funcionar correctamente.  La altura equivalente a una placa teórica (HETP) será mayor que la esperada.  El problema no es el embalaje en sí, sino la mala distribución de los fluidos que entran en el lecho lleno.  La mala distribución del líquido es más frecuente el problema que el vapor. El diseño de los distribuidores de líquidos utilizados para introducir la alimentación y el reflujo en un lecho empacado es fundamental para que el empaque funcione con la máxima eficiencia. Los métodos para evaluar la efectividad de un distribuidor de líquidos se pueden encontrar en las referencias.

### Arreglos de sistema de las cabezas
Las imágenes 4 y 5 asumen una corriente de cabeza que se condensa totalmente en un producto líquido que utiliza agua o enfriamiento por aire. Sin embargo, en muchos casos, la parte superior de la torre no se condensa fácilmente y el tambor de reflujo debe incluir una corriente de salida de gas de ventilación. En otros casos, la corriente superior también puede contener vapor de agua porque la corriente de alimentación contiene algo de agua o se inyecta un poco de vapor en la torre de destilación (que es el caso de las torres de destilación de petróleo crudo en las refinerías de petróleo ).  En esos casos, si el producto destilado es insoluble en agua, el tambor de reflujo puede contener una fase de destilado líquido condensado, una fase de agua condensada y una fase de gas no condensable, lo que hace necesario que el tambor de reflujo también tenga una corriente de salida de agua. 

## Ejemplos

### Destilación continua de petróleo crudo
Los aceites crudos de petróleo contienen cientos de diferentes compuestos hidrocarbonados: parafinas, naftenos y compuestos aromáticos, así como compuestos orgánicos de azufre, compuestos orgánicos de nitrógeno y algunos hidrocarburos que contienen oxígeno , como los fenoles. Aunque los aceites crudos generalmente no contienen olefinas , se forman en muchos de los procesos utilizados en una refinería de petróleo.
El fraccionador de petróleo crudo no produce productos que tengan un solo punto de ebullición; más bien, produce fracciones que tienen rangos de ebullición.  Por ejemplo, el fraccionador de petróleo crudo produce una fracción de cabeza llamada "nafta" que se convierte en un componente de la gasolina después de ser procesada a través de un hidrodesulfurador catalítico para eliminar el azufre y un reformador catalítico para reformar sus moléculas de hidrocarburo en moléculas más complejas con un índice de octano más alto valor. 
El corte de nafta, como se llama esa fracción, contiene muchos compuestos de hidrocarburos diferentes.  Por lo tanto, tiene un punto de ebullición inicial de alrededor de 35 °C y un punto de ebullición final de alrededor de 200 °C. Cada corte producido en las columnas de fraccionamiento tiene un intervalo de ebullición diferente. A cierta distancia por debajo de la cabeza, el siguiente corte se retira del lado de la columna y generalmente es el corte del combustible de avión, también conocido como corte de queroseno. El rango de ebullición de ese corte es desde un punto de ebullición inicial de aproximadamente 150 °C a un punto de ebullición final de alrededor de 270 °C, y también contiene muchos hidrocarburos diferentes. El siguiente corte más abajo en la torre es el corte de gasoil con un rango de ebullición de alrededor de 180 °C a aproximadamente 315 °C. Los rangos de ebullición entre cualquier corte y el siguiente corte se superponen porque las separaciones de destilación no son perfectamente nítidas. Después de estos vienen los cortes de fuel oil pesado y finalmente el producto de los fondos, con rangos de ebullición muy amplios.  Todos estos cortes se procesan en procesos de refinación posteriores. 

### Destilación continua de concentrados de cannabis
Una aplicación típica para destilar concentrados de cannabis es el aceite de butano (BHO).  La destilación de corto recorrido es un método popular debido al corto tiempo de residencia que permite una mínima tensión térmica en el concentrado. En otros métodos de destilación, como la circulación, la película descendente y la destilación de la columna, el concentrado se dañaría por los largos tiempos de residencia y las altas temperaturas que deben aplicarse. Con el VKL 70-5, las temperaturas se pueden utilizar hasta 0,001 mbar en comparación con los evaporadores de película limpia convencional que se pueden usar hasta aproximadamente 1 mbar.